# Hylaeus basimacula
Hylaeus basimacula är en biart som först beskrevs av Cameron 1904.  Hylaeus basimacula ingår i släktet citronbin, och familjen korttungebin. Inga underarter finns listade i Catalogue of Life.